# Grotte de la Combe-d'Oulen
Ne doit pas être confondu avec Baume d'Oullins.
La grotte de la Combe-d'Oulen est une grotte située à Labastide-de-Virac, en France.

## Localisation
La grotte est située sur la commune de Labastide-de-Virac, dans le département français de l'Ardèche.

## Historique
L'édifice est inscrit au titre des monuments historiques en 1995.